# Шерлок Холмс (пьеса)
«Шерлок Холмс» (англ. Sherlock Holmes) — четырёхактная пьеса Уильяма Джиллета и Артура Конан Дойла, созданная в 1899 году. В 1887 году Артур Конан-Дойл издал первое произведение о Шерлоке Холмсе. Для сборника рассказов «Воспоминания Шерлока Холмса», напечатанного в журнале The Strand Magazine в декабре 1893 года, автор написал рассказ «Последнее дело Холмса», который должен был завершать эту серию. Писатель пошёл на этот шаг, так как утомился от персонажа и детективной литературы, предпочитая работать в жанре исторической беллетристики. По этой причине Дойл принял решение «убить» своего персонажа в этом рассказе. В своих мемуарах Дойл писал о том, что думал, что он раз и навсегда покончил со своим знаменитым героем. Однако публика вынудила писателя постепенно вернуться к своему самому известному персонажу. Другим мотивом к созданию пьесы послужила необходимость компенсировать затраты на ремонт усадьбы Андершоу в графстве Суррей, куда писатель перевёз больную туберкулёзом жену Луизу «Туе» Хокинс. Дойл не собирался в то время «воскрешать» Холмса. По словам биографа писателя Даниэля Стэшауэра, пьеса задумывалась «как выход Шерлока Холмса на бис, а не возвращение детектива с того света».
Пьеса, получившая название «Шерлок Холмс», была закончена в конце 1897 года. Дойл ознакомил с ней актёра Герберта Три (Herbert Tree), который стал добиваться переделок. В частности он хотел сыграть и Холмса, и Мориарти. После этого автор обратился к английскому актёру Генри Ирвингу, который отказался от её постановки. Выход из положения нашёл литературный агент писателя Александр Уотт (Alexander Watt), направивший пьесу американскому антрепренёру Чарльзу Фроману. Он оценил сценические возможности адаптации историй о Шерлоке Холмсе, но пришёл к выводу, что текст Дойла требует серьёзных изменений.
Фроман поручил переработку своему хорошему знакомому, американскому актёру, режиссёру и драматургу Уильяму Джиллетту. В начале 1899 года Фроман приехал в Англию, где встретился с Дойлом. Им удалось найти общий язык и американец приобрёл права на пьесу. Писатель поставил только одно условие: Холмс ни в коем случае не должен участвовать в любовных отношениях. Продюсер заверил его, что так и будет. Дойл очень обрадовался, что смог пристроить своё театральное творение. Он сообщил в письме матери, что Фроман взял в работу пьесу: «Таковы наши последние новости». Кроме того он передал мнение своего агента, что она «принесёт тысячи фунтов». Постепенно писатель умерил требования о том, чтобы образ детектива следовал его произведениям. Джиллетт получил разрешение на изменения. По мнению Джона Диксона Карра, пьеса была так «сильно переработана, что превратилась в другую пьесу, и теперь никто не знает, о чём она была первоначально».
В своих воспоминаниях Дойл писал, что смирился с необходимостью внесения изменений в канонический образ своего героя. Когда Джиллетт прислал ему телеграмму о том, что хочет женить такого убеждённого холостяка как Холмс, то писатель ответил: «Жените его, убивайте, делайте с ним, что хотите».
Официальная премьера состоялась 23 октября 1899 года в театре «Стар» (Star Theatre) в городе Буффало. Главные роли на ней исполнили: Джиллетт (Шерлок Холмс), Брюс Мак-Рэй (доктор Ватсон), Джордж Уэсселс (профессор Мориарти), Катрин Флоренс (Элис Фолкнер). 6 ноября того же года пьеса дебютировала на сцене нью-йоркского театра «Гаррик» (Garrick Theatre). Американский агент Дойла прислал ему сообщение об успехе в Нью-Йорке: «БЛЕСТЯЩИЙ УСПЕХ У ПРЕССЫ И У ПУБЛИКИ ПРЕМЬЕРЫ В НЬЮ-ЙОРКЕ ВЧЕРА ВЕЧЕРОМ. „ГЕРАЛЬД“ НАЗЫВАЕТ ЕЁ ДРАМАТИЧЕСКИМ ТРИУМФОМ». Также в сообщении указывалось, что Джиллет получил самый большой успех за карьеру. Постановка выдержала в театре 256 представлений. Затем труппа отправилась в турне по американским городам, где было дано ещё более двухсот представлений. В Великобритании премьера прошла в ливерпульском Шекспировском театре 2 сентября 1901 года. 6 сентября прошло первое лондонское представление — в театре «Лицеум» (Lyceum Theatre). Спектакли продолжались до апреля 1902 года, после чего было проведено двухмесячное турне по английским провинциальным городам.
Джиллет возвращался к постановке пьесы в 1915—1916 годах, а также в 1923 году. В 1916 году он снялся в заглавной роли в немом фильме режиссёра Артура Бертелета. Долгое время он считался утерянным пока в 2014 году его копию не нашли в хранилище Французской синематеки. В 1928 году на Бродвее была представлена новая постановка пьесы с Робертом Уориком в роли Холмса. Джиллет последние разы выступал со своей коронной ролью в ноябремае 1930 года и в декабре 1931—марте 1932 года. Прощальное турне завершилось выступлением в Уилмингтоне. В 1935 году он выступил в роли Холмса в последний раз (WABC Radio Theatre, Нью-Йорк). В общей сложности (с 1899 по 1935 годы) Джиллетт сыграл Холмса около 1300 раз. За время сценических выступлений Джиллетта пьеса неоднократно подвергалась переделкам.С 1899 года пьеса ставилась в различных театрах мира более 140 раз.

## Художественные особенности
Источником пьесы послужили произведения Дойла: «Скандал в Богемии», «Тайна Боскомской долины», «Этюд в багровых тонах», «Последнее дело Холмса», а также громкие криминальные дела. Газовая камера (третий акт) восходит к преступлениям американского серийного убийцы Германа Уэбстера Маджетта, взявшего себе псевдоним «Генри Говард Холмс». В своём «замке убийств» в Чикаго он умертвлял людей в том числе при помощи отравления газом. По сравнению с произведениями Дойла, Джиллетт насытил пьесу драматическими ситуациями, напряжёнными сценами, юмористическими диалогами. Он также убрал некоторых персонажей, в том числе Ирен Адлер. Её место заняла Элис Фолкнер, типичная «дева в беде». Главное нововведение заключалось в том, что у Холмса появились романтические отношения, чего избегал Дойл.
Холмс в постановке Джиллетта курит изогнутую трубку, в отличие от произведений Дойла, где речь идёт о прямой. Сидни Пэджет, иллюстратор ранних рассказов о Холмсе, который много сделал для формирования его образа, также изображал его с прямой трубкой. В пьесе у слуги Холмса появляется имя — Билли. После этого персонаж фигурирует под этим именем в двух рассказах Дойла («Долина страха» и «Камень Мазарини»), а также в пьесах («Пёстрая лента» и «Королевский бриллиант»).
Поскольку сюжет был в значительной степени взят из Канона, а некоторые диалоги были напрямую перенесены из его оригинальных рассказов, Дойл был указан как соавтор, хотя пьесу написал Джилетт.